# 曼施泰特
曼施泰特（德語：Mannstedt，發音：[ˈmanʃtɛt]）是德国图林根州瑟默达县曾经的一个市镇，面积7.37平方千米，2017年12月31日人口为356人。2019年1月1日，曼施泰特所属的布特施泰特管理共同体解散，其与另外8个成员市镇并入市镇布特施泰特。